# Кармалиновский
Кармали́новский — посёлок в Новоалександровском районе (городском округе) Ставропольского края России. 

## География
Расстояние до краевого центра: 69 км. Расстояние до районного центра: 9 км.

## История
До 1 мая 2017 года посёлок входил в упразднённый Присадовый сельсовет.

## Население
| 1989 | 2002 | 2010 | 2014 | 2021 | 2023 |
| ---- | ---- | ---- | ---- | ---- | ---- |
| 25   | ↗40  | ↘29  | ↘20  | ↗25  | ↘17  |

По данным переписи 2002 года, 95 % населения — русские.

## Транспорт
Железнодорожный остановочный пункт Кармалиновский на линии Кавказская — Палагиада Минераловодского региона СКЖД.